# Craspedoxanthitea flaviseta
Craspedoxanthitea flaviseta är en tvåvingeart som beskrevs av Hardy 1987. Craspedoxanthitea flaviseta ingår i släktet Craspedoxanthitea och familjen borrflugor. Inga underarter finns listade i Catalogue of Life.